# 圣艾 (默尔特-摩泽尔省)
圣艾（法語：Saint-Ail）是法国默尔特-摩泽尔省的一个市镇，属于布里埃区（Briey）奥梅库尔县（Homécourt）。该市镇总面积7.38平方公里，2009年时的人口为335人。

## 人口
圣艾人口变化图示